# Barbara (syllogisme)
Pour les articles homonymes, voir Barbara (homonymie).

Diagramme de Venn d'un syllogisme en Barbara.

Barbara est un terme de la logique aristotélicienne désignant le mode AAA de la première figure de syllogisme. Comme son nom en trois voyelles A l'indique, il est composé de trois universelles affirmatives (phrases de type A) : majeure universelle affirmative, mineure universelle affirmative et conclusion universelle affirmative.
Un syllogisme en Barbara consiste en une proposition de ce type : Tout M est P, or tout S est M, donc tout S est P.
Les trois autres syllogismes de cette première figure sont Celarent, Darii et Ferio.

## Exemples de syllogismes en Barbara
1. Tous les félidés sont sympathiques ;
2. Tous les chats sont des félidés ;
3. Donc tous les chats sont sympathiques.

1. Ceux qui taillent la pierre utilisent des outils ;
2. Les sculpteurs sont ceux qui taillent la pierre ;
3. Donc tous les sculpteurs utilisent des outils.

1. Tous les hommes sont mortels ;
2. Or Socrate est un homme ;
3. Donc Socrate est mortel.